# Alchemilla falklandica
Alchemilla falklandica é uma espécie de rosácea do gênero Alchemilla, pertencente à família Rosaceae.